# 杰克遜堡基地
杰克遜堡基地（United States Army Training Center & Fort Jackson）是美国陆军下轄的一个軍事设施，位于南卡罗来纳州的哥伦比亚市内。該軍事設施由美國陸軍訓練及準則司令部負責運營，美國陸軍在此進行基本战斗训练（BCT），该軍事设施的名字來自於美国陆军将军、美利坚合众国第七任总统安德鲁·杰克逊，他出生在南、北卡罗来纳州的边境地区。該軍事設施也是美国陆军最大的新兵训练中心。